# 포항MBC 정오의 희망곡
정오의 희망곡 양유경입니다는 포항MBC FM4U(포항,경주 FM 97.9MHz, 영덕, 울진 FM 94.9MHz, 울릉 FM 90.9MHz)에서 매일 낮 12시부터 오후 2시까지 방송되는 경북 동해안 지역의 대중가요 전문 라디오 프로그램이다. 1983년 9월 1일에 포항MBC FM4U가 개국하면서 첫방송을 시작한 포항MBC FM4U 최장수 라디오 프로그램이다.

## 코너소개
정오의 희망곡 양유경입니다는 매일, 요일별로 다양한 코너로 구성되어 있다.

### 매일
- 꼼꼼한 퀴즈

### 월요일
- 라디오로 만나는 소리

### 화요일
- 소울푸드

### 수요일
- 수고했어 오늘도

### 목요일
- 정오씨네

### 금요일
- 고고90!

### 토요일
- 1,2부-새 앨범 소개
- 3,4부-음악여행

### 일요일
- 1,2부-노래 그리고 노래
- 3,4부-음악세상

## 같이 보기
- 포항문화방송
- MBC FM4U
- 정오의 희망곡 김신영입니다